# 後藤正治
後藤 正治（ごとう まさはる、1946年（昭和21年）12月13日 - ）は、日本のノンフィクション作家、神戸夙川学院大学元学長。大佛次郎賞、司馬遼太郎賞選考委員。

## 来歴・人物
京都市出身。大阪府立四條畷高等学校を経て、1972年京都大学農学部卒業。会社勤めを経て『環境破壊』という雑誌を出す出版社に入る。
デビュー作は、1983年に発行した『はたらく若者たちの記録』（日本評論社）。スポーツや医療問題をテーマとした著作が多い。
2007年4月、神戸夙川学院大学観光文化学部教授に就き、副学長を経て2010年に学長。2012年3月末に学長を退職。

## 受賞歴
- 1985年 『空白の軌跡―心臓移植に賭けた男たちー』で潮ノンフィクション賞
- 1990年 『遠いリング』で講談社ノンフィクション賞
- 1995年 『リターンマッチ』で大宅壮一ノンフィクション賞
- 2011年 『清冽 詩人茨木のり子の肖像』で桑原武夫学芸賞

## 著書
- 『はたらく若者たちの記録』日本評論社、1983年8月。『はたらく若者たち―1979～81』岩波現代文庫、2004年11月。解説：太田順一（写真家）。
- 『空白の軌跡―心臓移植に賭けた男たち』潮出版社、1985年。のち講談社文庫 解説：本田靖春。
- 『人工心臓に挑む』中公新書、1987年。
- 『きらめく生命の海よ』潮出版社、1988年5月。『ふたつの生命』岩波同時代ライブラリー、1997年8月。
- 『遠いリング』講談社、1989年。 のち講談社文庫、岩波現代文庫。岩波現代文庫解説：髙樹のぶ子。
- 『私だけの勲章』日本経済新聞社、1990年。のち岩波同時代ライブラリー、現代文庫。
- 『関西の新実力者たち』ブレーンセンター、1990年8月。
- 『甦る鼓動』講談社、1991年。のち岩波現代文庫 解説：岩城裕一。
- 『漂流世代のメッセージ』講談社、1992年11月。
- 『咬ませ犬』日本経済新聞社、1993年。のち岩波同時代ライブラリー、現代文庫。
- 『リターンマッチ』文藝春秋、1994年。のち文庫 解説：柳田邦男。
- 『刻まれたシーン』ブレーンセンター、1995年11月。
- 『奪われぬもの スポーツ・ノンフィクション短篇集』文藝春秋、1997年1月。のち講談社文庫。
- 『人生の冒険者たち』岩波書店、1997年。
- 『スカウト』講談社、1998年。のち文庫。
- 『孤塁に刻む 自選エッセイ&ノンフィクション集』三五館、1998年12月。
- 『復活 十の不死鳥伝説』文藝春秋、2000年3月。
- 『牙―江夏豊とその時代』講談社、2002年。のち文庫。
- 『生体肝移植―京大チームの挑戦』岩波新書、2002年。
- 『秋の季節に 自選エッセイ集』ブレーンセンター、2003年6月。
- 『マラソンランナー』文春新書、2003年。
- 『ベラ・チャスラフスカ 最も美しく』文藝春秋、2004年7月。のち文庫 解説：白石一文。
- 『不屈者』新潮社、2005年12月。
- 『ラグビー・ロマン―岡仁詩とリベラル水脈』岩波新書、2006年。
- 『一九六〇年代の肖像』岩波現代文庫、2009年。
- 『表現者の航跡』岩波現代文庫、2009年。
- 『孤高の戦い人』岩波現代文庫、2009年。
- 『奇蹟の画家』講談社、2009年。のち文庫 解説：白石一文。
- 『清冽 詩人茨木のり子の肖像』中央公論新社、2010年10月。のち文庫 解説：梯久美子。
- 『探訪 名ノンフィクション』中央公論新社、2013年10月。
- 『天人 深代惇郎と新聞の時代』講談社、2014年10月。のち文庫 解説：河原理子。
- 『言葉を旅する』潮出版社 2015年3月。
- 『拗ね者たらん 本田靖春 人と作品』講談社、2018年11月。のち文庫 解説：伊集院静。
- 『拠るべなき時代に』ブレーンセンター、2021年4月。
- 『クロスロードの記憶』文藝春秋、2023年3月。
- 『文品 藤沢周平への旅』中央公論新社、2025年3月。

### 作品集
- 『後藤正治ノンフィクション集』 全10巻 ブレーンセンター、2010年 - 2016年。